# Okręg wyborczy Vale of Glamorgan
Okręg wyborczy Vale of Glamorgan powstał w 1983 roku i wysyła do brytyjskiej Izby Gmin jednego deputowanego. Okręg obejmuje głównie tereny wiejskie wzdłuż południowego wybrzeża Walii, położone na południowy zachód od Cardiff. Głównym miastem w okręgu jest Barry.

## Deputowani do brytyjskiej Izby Gmin z okręgu Vale of Glamorgan[3]
- 1983-1989: Raymond Gower, Partia Konserwatywna
- 1989–1992: John Smith, Partia Pracy (wybory uzupełniające)
- 1992–1997: Walter Sweeney, Partia Konserwatywna
- 1997–2010: John Smith, Partia Pracy
- 2010–2024: Alun Cairns, Partia Konserwatywna
- 2024– : Kanishka Narayan(inne języki), Partia Pracy[4]